# معاهدة أوترخت

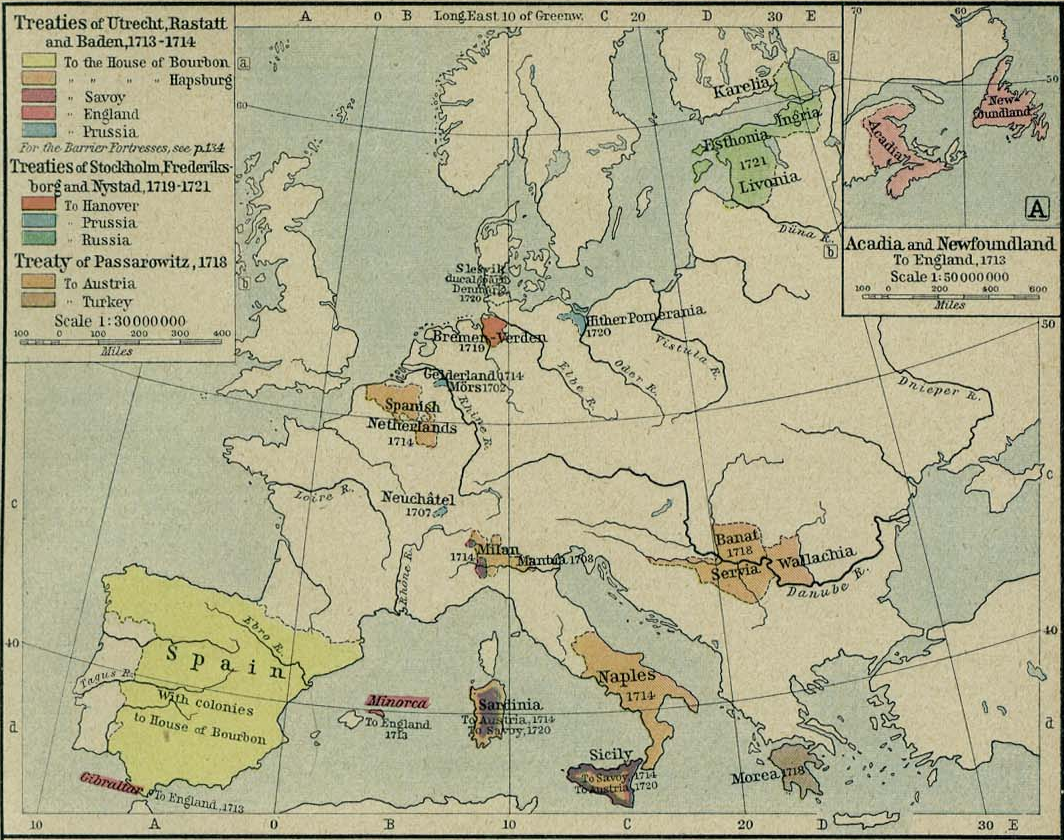
أوروبا عقب معاهدة أوترخت

معاهدة أوترخت هي مجموعة من المعاهدات والاتفاقيات التي وقعتها الأطراف الأوربية المتنازعة بين شهري آذار/مارس ونيسان/أبريل لتنهي حرب الخلافة الأسبانية (1701- 1713). أبرمت الاتفاقية بين ممثلي الملك لويس الرابع عشر ملك  فرنسا وممثلي الملك فيليب الخامس ملك  إسبانيا من جهة، وبين ممثلي الملكة آن ملكة  المملكة المتحدة ودوق سافوي من  النمسا وممثلي   من جهة أخرى.

## تفاصيل معاهدة أوترخت
تعد معاهدة أوترخت واحدة من أشهر معاهدات السلام العالمية في التاريخ، فقد حققت هذه المعاهدة السلام لحروب خلافة العرش الأسباني التي دامت سنوات طوال من 1701 إلى 1714م؛ فقد عملت على تأسيس توازن القوى الأوربية في ذلك الوقت التي حاربت وتشتت واختلفت وراح ضحية ذلك مئات الجنود، وتلك المعاهدة تضمنت بداخلها ثلاث معاهدات الأولى معاهدة أوترخت والثانية معاهدة راستات والثالثة معاهدة بادن.
حيث أن معاهدة أوترخت على الرغم من توقيع أغلب الدول عليها إلا أن النمسا لم توقع ولهذا ظلت معارضة لتلك المعاهدة إلى أن وقعت على نفس البنود ولكن من خلال توابع لها، من خلال معاهدة راستات ومعاهدة بادن.
فقد أدى موت الملك تشارلز الثاني عام 1700 إلى حرب أهلية في إسبانيا، وذلك بعدما ترك الملك تشارلز وصية تولي أمير فرنسي من أنجو العرش الإسباني، وكان وقتها هو الأمير فيليب. وبما أن الأمير فيليب هو حفيد للويس الرابع عشر وكان وقتها ملك فرنسا فقد خافت جميع الأقطار الأوروبية الأخرى أن تقوم دولة فرنسا بضم دولة إسبانيا إليها لتتكون إمبراطورية واحدة.
وبعد الكثير من الصراعات والحروب الأهلية وعدم الاستقرار بالمنطقة اضطرت فرنسا إلى دخول حرب ضد دول التحالف والمكونة من إنجلترا، النمسا، هولندا، بروسيا، مع مجموعة من الدويلات الصغيرة في الإمبراطورية الرومانية القديمة المقدسة. وصولًا إلى عام 1712 اجتمع في أوترخت من يمثلون جميع أطراف الحرب من الدول السابق ذكرها من أجل مناقشة معاهدة السلام.
وبعد الكثير من المناقشات والمباحثات ومؤيد من هنا ومعارض من هنا تم التوصل إلى معاهدة أوترخت للسلام عام 1713، وكانت أول مسمار يدق في نعش فرنسا، وأول بزوع لشمس بريطانيا.

## نص معاهدة أوترخت
نصت المعاهدة أن يكون الأمير فيليب ملكًا على إمبراطورية إسبانيا على حسب نصوص الوصية، ولكن في نفس الوقت ألا تتحد إسبانيا مع فرنسا ليحكمها حاكم واحد ولتكون إمبراطورية ودولة واحدة تحت أي ظرف من الظروف.

### نتائج معاهدة أوترخت
- كان من نتائج معاهدة أوترخت أن بريطانيا قد كسبت المستعمرات الإسبانية التي استولت عليها في كلًا من جبل طارق ومينوركا وواحدة من جز الباليار.
- استطاعت بريطانيا أن تحصل على عقدًا تقوم من خلاله بإمداد كل المستعمرات الإسبانية في الولايات المتحدة الأمريكية بالمستبعدين من الأفرقة.
- قامت فرنسا بمنح بريطانيا مقاطعة خليج هدسون، منطقة نوفا سكوتيا، نيوفاوندلاند، في أكاديا.
- رفض تشارلز السادس إمبراطور روما توقيع بنود تلك المعاهدة وقال إنه الوريث الوحيد والحقيقي لعرش دولة إسبانيا، وعلى أثره استمرت الحرب بين فرنسا والنمسا وهي كانت الولاية الأساسية في الإمبراطورية الرومانية المقدسة إلى عام 1714م.
- ومن ثم قامت الدولتان بتوقيع معاهدتي راستات وبادن، تلك المعاهدتان أكدت جميع البنود الواردة في معاهدة أوترخت.